# ロングブリッジ工場
ロングブリッジ工場 (Longbridge plant) は、イギリス、バーミンガムのロングブリッジにある自動車工場である。
ここは世界最大の生産工場としてかつてはバーミンガムにおける輸送産業の一端を担っていた場所であった。何万人もの従業員が平時には乗用車の生産、組立に従事した。代表的な乗用車としてオースチン・ミニがある。また戦時にはランカスター爆撃機など軍用品を生産した。90年以上もの長い操業期間において、このロングブリッジ工場を運営した会社の名前は幾度も変わった。経営者と会社名が頻繁に変わっても、そして英国外の経営者が後継となっても、工場の建物自体は存在し続け、進化を繰り返し、エンジン車両、軍用品、航空機を日々生産しつづけ、その重要性を増してきた。

## 沿革

### 創業
バークシャーで生まれたハーバート・オースチンはウーズレーで技術を会得し、機械や自動車を製作した。オースチンは三輪自動車を試作し、1896年に2台目を製作しクリスタル・パレスに出展している。1905年の夏にウーズレーを退社し、オースチン自身の出発地を探していた。
オースチンはバーミンガム一帯を自身のウーズレー7.5h.p.に乗って調査を繰り返した。1905年11月4日、ロングブリッジ市街地を7マイル程すぎたところに、操業中止していた印刷工場があった。オースチンはここを買い入れ、友人たちが財政支援をおこない、オースチン・モーター・カンパニーが誕生する。
最初のオースチンモデルは25-30 h.p.で高級仕様のツーリングカーで4速ギアボックスとチェーン駆動のトランスミッションを装備していた。車一台一台にその使用素材を明記し品質保証をつけて1906年3月末に定価650ポンドで販売された。
1908年には従業員1,000人を抱え、夜のシフト勤務まで必要なほど需要があった。1914年2月に株式公開し、時価総額 は50,000ポンドに達した。すべて順調に進んでいたように見えたのだが、状況は一夜にして変わった。

### 第一次世界大戦
ロングブリッジ工場は第一次世界大戦勃発に伴い緊急戦時体制に組み入れられた。オースチン製自動車の生産機器は軍用品を生産するようになり、工場資源すべてが軍用とされた。
兵器・軍用品類はいくらつくっても充分ということはなく、その意味では工場は拡大していった。1917年には規模は3倍になり、Cofton Hackettに自社の飛行場まで所有していた。従業員のほとんどは女性で、ピークの年には22,000人を超えた。
1914年から1918年の間は、砲弾8百万、銃650丁、飛行機2,000機、航空機エンジン2,500台、トラック2,000台などが生産された。

### 戦間期
戦争終結以前に、平時になれば"20 h.p."のみを生産する計画と伝えられていた。"20 h.p."に使用するエンジンはオースチン製トラクターで使っていたものが充てられたがこのエンジンは灯油(英国ではパラフィン)エンジンだった。しかしトラクターといってもこのトラクターは1919年から1921年にかけて数々の農業関連の賞を受賞していたものだった。13トントラックもこのエンジンで生産されていた。
戦後は飛行機も短期間ではあったが生産されたことがある。オースチン・グレイハウンド(Austin Greyhound) 複座式戦闘機と、オースチン・ボール(Austin Ball)単式座戦闘機、主翼が折りたたみ式の単座式複葉機もあり、これは500ポンドだったという。4種目として、オースチン・ウィペットがある。
1921年以後、オースチンは小型車に移行し、12 h.p.乗用車や、小型でもっとも親しまれた「オースチン 7（セブン）」が登場する。「7」は多くの点で、縮小された大型車だった。ある意味、簡素化された縮小化であり、簡素であることがロード・オースチン生み出した製品としての真骨頂である。

### 第二次世界大戦
第二次世界大戦が勃発し、工場は再び戦時体制下に置かれる。乗用車生産は禁止され、2ポンド / 6ポンド / 17ポンド対戦車砲の徹甲弾、燃料タンク(jerricans)、地雷、爆雷、ヘルメットなどを生産した。
ロングブリッジでは戦車部品を生産、地下工場がコフトン・ハケットに設けられ飛行機生産はそこに移る。フェアレイ・バトル、ライト・ボンバーズ、ブリストル・マーキュリー、ブリストル・ペガサス航空機エンジン、そしてエンジンを4機積んだランカスター重爆撃機など航空機は3000台近くが生産された。

### 戦後
レオナルド・ロードが会長に就き、新型車を矢継ぎ早に生産し海外市場にも打って出た。1946年、オースチン車百万台目生産を達成。百万台目の車両はつや消しクリーム色に塗装され、会長と工場の従業員がサインをし偉業を祝した。
ドナルド・ヒーリー・モーター・カンパニーとの協業もあった。
1956年、オースチンはモーリス・モーター・カンパニーと合併し、ブリティッシュ・モーター・コーポレーション(BMC)となる。

1968年、ハロルド・ウィルソン内閣の産業政策によりブリティッシュ・レイランドとなる。

### 国有化
1975年、ブリティッシュ・レイランドは国有化された。
（レッド・ロッボとメディアに呼ばれた）デレク・ロビンソンはストライキと同義語で、バーミンガムのロングブリッジ工場は1970年代には機能障害に陥ってしまった。政府所有となったBL工場で1978年から1979年の間ロビンソンはロングブリッジ工場の労働組合のトップで523もの争議をおこなった。激しいメディア攻撃の最中、最後には解雇される。ストライキの多くはQゲートの反対側にあるコフトン・パークでおこなわれた。

### 民営化
1980年代に、BLは極端な合理化を受け、事業と工場の多くは閉鎖されるか売却されるかという事態になっていた。ホンダとの合弁事業も行われた。
1980年代のロングブリッジでの生産品はオースチン・マエストロそしてローバー200シリーズで、これによりBLは生きながらえることができた。そして社名がオースチン・ローバー・グループに変わる。
1988年、ロングブリッジ工場は単に「ローバー」という名前になりブリティッシュ・エアロスペースに売却された。
1994年、売手寡占の市場化が進み自社小型車が脅かされていると感じたBMWがローバーを買収したため、ロングブリッジ工場はBMWの手に渡る。しかし数年後フェニックス コンソーシアムがマネジメント・バイ・アウト(MBO)で買取ることになる。このとき、経済評論家の多くは、ロングブリッジ工場の古さを指摘し、その数年後には確かに現金が底をついた。

### 経営破綻
2005年4月、フェニックス・コンソーシアムはMGローバーを管財人に委ね、6000人の労働者は解雇された。

### 南京汽車による買収
2005年7月、中国の自動車会社南京汽車が、MGローバーのうちMGブランドに関する商標、知的財産、生産設備を獲得した。社名はNAC MG UKとなった。
2007年5月、南京汽車はロングブリッジ工場の再開を発表した。英国国内はもとより、ローバーやMGブランドの愛好家たちの多くがロングブリッジでの量産再開、そして工場と労働者の双方に輝かしい未来が戻ってくる可能性に期待をかけていたが、再稼働にあたっては、当初の予想より規模人員が縮小され、MG TFコンバーティブル1車種のみの製造とされた。

### 上海汽車による買収
2007年12月26日、MGを所有する南京汽車が上海汽車に買収されることが発表された。
2008年8月、MG TFの生産がロングブリッジにおいて再開された。2010年には敷地内にMGの開発デザインセンターが設置され、2011年には工場再開後初の新型車であるMG6 GT（5ドアハッチバック）とMG6 Magnette（4ドアセダン）の製造が開始された。
MG Motor UK（2009年1月にNAC MG UKから名称を変更）の手により、工場の名称はロングブリッジ工場より「バーミンガム」工場へ変更されている。
2016年、MGはロングブリッジにおける生産を終了し、生産を中国へ集約すると発表した。工場跡には研究・開発拠点が引き続き置かれることとなった。